# Pari Mutuel Urbain
Pari Mutuel Urbain (PMU) wurde im Jahr 1930 in Frankreich gegründet und ist führender Anbieter von Pferdewetten in Europa.
Die Pari mutuel urbain hat in Frankreich das Monopol für Pferdewetten. Sie fördert, vermarktet und wickelt von Wetten auf Pferderennen ab. Seit 2010 bietet sie auch Sportwetten und Online-Pokerspiele an.
PMU sponserte das Grüne Trikot bei der Tour de France bis 2014.